# As Aventuras do DJ L
As Aventuras do DJ L é o sexto álbum do cantor e produtor musical brasileiro Latino, lançado em 2004 pela EMI.

## Faixas
- Fonte:[1]

| N.º | Título                                                    | Compositor(es)                            | Duração |  |
| 1.  | "Festa no Apê (Dragostea Din Tei)"                        | Dan Bălan (versão: Latino / Dalmo Beloti) | 4:11    |  |
| 2.  | "Umazinha"                                                | Latino                                    | 3:15    |  |
| 3.  | "Amor de Pizza"                                           | Latino                                    | 3:32    |  |
| 4.  | "O Troco"                                                 | Latino / Aloysio Reis                     | 3:20    |  |
| 5.  | "Renata"                                                  | Latino / Dalmo Beloti                     | 3:19    |  |
| 6.  | "Amante Profissional"                                     | Roberto Lly                               | 3:29    |  |
| 7.  | "Tiro Onda"                                               | Latino                                    | 2:40    |  |
| 8.  | "Amiga Tati"                                              | Latino / Dalmo Beloti                     | 3:21    |  |
| 9.  | "Obra de Arte"                                            | Latino / Dalmo Beloti                     | 3:58    |  |
| 10. | "Mulher Bebê"                                             | Latino / Dalmo Beloti                     | 3:28    |  |
| 11. | "Knife (Elektro K.Y. Radio Version)"                      | Mitch Bottler / N. Helms / Rockwell       | 4:02    |  |
| 12. | "Festa no Apê (Dragostea Din Tei) ("Lalá" Remix Version)" | Dan Bălan (versão: Latino / Dalmo Beloti) | 5:47    |  |

## Certificações
| País          | Certificação | Data | Vendas |
| ------------- | ------------ | ---- | ------ |
| Brasil - ABPD | Ouro         | 2005 | 60.000 |